# Albert Fliegner

Albert Fliegner (ca. 1909)

Albert Fliegner (* 15. September 1842 in Warschau; † 21. April 1928 in Lugano; heimatberechtigt ab 1867 in Zürich) war ein schweizerisch-polnischer Ingenieur und Hochschullehrer.

## Leben
Albert Fliegner, Sohn des Kaufmanns Gottfried Erdmann und der Emma, geborene Rahn, heiratete 1869 Ida Rickli, Tochter von Johann Jakob Rahn.
Von 1850 bis 1860 besuchte er das Gymnasium in Hirschberg. Darauf folgte eine Schlosserlehre in einer dortigen Maschinenfabrik. Am Eidgenössischen Polytechnikum Zürich absolvierte er von 1862 bis 1867 ein Studium als Maschineningenieur.

## Schaffen
Zwischen 1868 und 1871 war Fliegner Privatdozent für darstellende Geometrie und anschliessend von 1872 bis 1912 ordentlicher Professor für Mechanik und Maschinenlehre. Fliegner veröffentlichte wegweisende Arbeiten zum Strömungsverhalten elastischer Flüssigkeiten, zu hydraulischen Widerständen von Wasserturbinen, zur Thermodynamik und zur Eisenbahntechnik (u. a. Die Umsteuerungen der Locomotiven in rein graphischer Behandlungsweise, 1881, 1900). Fliegner wurde 1901 der Dr. h. c. der Universität Zürich und 1914 der Technischen Hochschule Karlsruhe verliehen.
Der Nachlass von Albert Fliegner befindet sich im Hochschularchiv der ETH Zürich.

## Werke (Auswahl)
- Die Bergbahn-Systeme vom Standpunkte der theoretischen Maschinenlehre. Mit Figuren. Zürich 1877, Umschlag: 1878. In: Technische Mittheilungen. Nr. 9, Orell Füssli, Zürich 1877.
- Die Umsteuerungen der Locomotiven in rein graphischer Behandlungsweise. Druck und Verlag von F. Schulthess, Zürich 1881.